# Bandera amarilla

La bandera de señalización "Quebec", llamada "Yellow Jack", es una simple bandera amarilla que históricamente se usó para señalar la cuarentena (significa Q), pero en el uso moderno indica lo contrario, como una señal de un barco libre de enfermedades que solicita embarque e inspección.

La bandera de señalización "Lima", también llamada "Yellow Jack" cuando se vuela en el puerto, ahora significa "el barco está en cuarentena".

La bandera amarilla es la bandera Q ("Quebec") del código internacional de señales. Tal vez deriva su letra símbolo de su uso inicial en quarantine (del inglés cuarentena), pero esta bandera en los tiempos modernos indica lo contrario: un barco que se declara libre de enfermedad de cuarentena, y solicita el abordaje e inspección por parte de las autoridades portuarias para permitir la concesión de "práctica gratuita". 
En las banderas de señales marítimas internacionales, se han utilizado banderas amarillas, verdes e incluso negras para simbolizar enfermedades tanto en barcos como en puertos, con el color amarillo con un precedente histórico más largo, como un color de marcado para las casas de infección, antes de su utilizar como color de marcado marítimo para enfermedades. 
A veces se le llama el "yellow jack", que se convirtió en un nombre para la fiebre amarilla. Los barcos de cólera también usaban una bandera amarilla.
También es una de las banderas de señales en playas que indica precaución.
Las banderas amarillas simples todavía se usan comúnmente para marcar una muerte reciente en un vecindario en ciudades como Yakarta, independientemente de la causa. Se colocan en intersecciones que conducen a la casa del fallecido recientemente como marcadores de dirección para los dolientes, y para marcar el convoy fúnebre para que se les dé el derecho de paso.